# Galut
Galut (hebrejsky: גלות) nebo Golus znamená doslova exil. Toto slovo se používá v souvislosti s exilem židovského lidu ze země izraelské. Celkem existovaly v minulosti čtyři exily. Ty by měly být skryty ve verši z knihy Genesis (15:12): 
„A hle, padl na něho přístrach a veliká temnota,“ kde „strach“ odkazuje k Babylonii, „temnota“ odkazuje k Médii, „velký“ odkazuje k Řecku a „padl na něho“ k Edomu.
Tyto čtyři exily mají korespondovat se čtyřmi zvířaty: velbloudem, králíkem, zajícem a vepřem.

## Mystické vysvětlení
Rabbi Cvi Elimelech z Dinova (Bnej Jissaschar, Chodeš Kislev, 2:25) vysvětluje, že každý z exilů je charakterizován odlišným negativním aspektem:
1. Babylónský exil byl charakterizován fyzickým strádáním a útlakem. Babyloňané byli barbaři, kteří pohlíželi na čistou fyzickou sílu, jako na udělené právo vládnout a dobývat. Byli nakloněni sefiře Gvura, která představuje moc a sílu.
2. Perský exil byl emocionálním pokušením. Peršané byli hédonisté, kteří tvrdili, že smyslem života je požitek a vášeň – „Nechte nás jíst a pít, zítra můžeme zemřít.“ Byli nakloněni sefiře Chesed, která představuje lásku a milosrdenství (i když sami vůči sobě).
3. Helénská civilizace byla velmi kulturní a sofistikovaná. Ačkoliv měli Řekové silný smysl pro estetiku, byli velmi pompézní a estetiku vnímali jako cíl sám o sobě. Byli příliš spojeni se sefirou Tiferet, která představuje krásu.
4. Idumejský exil započal s nadvládou Říma, jehož kultura postrádala jakoukoliv jasně definovanou filosofii. Spíše přijímala filosofie všech předchozích kultur, což způsobilo, že se římská kultura neustále měnila. Navzdory tomu, že Římská říše padla, jsme stále v idumejském exilu a tento jev měnících se trendů v kultuře je stále patrný v moderní západní společnosti. Římané a různé národy, které zdědily jejich pravidla (například Evropané, Američané) jsou naklonění k sefiře Malchut, představující království, tj. nejnižší sefiře, kterou mohou získat od ostatních, a která pro ně bude sloužit jako prostředník.

## Kontroverze
Označení galut se stalo hebrejským synonymem pro židovskou diasporu a pojem „mentalita galutu“ je používán Židy se silným národním cítěním, kteří tak označují chování Židů v diaspoře, kteří nepodporují, či jsou dokonce proti, znovu-ustanovení a reinstituování Izraele jako ústřední socio-náboženské instituce, ať už z etnických či náboženských důvodů.

## Galut v kultuře
O životě Židů na Podkarpatské Rusi vypráví povídkový soubor spisovatele Ivana Olbrachta z roku 1937 Golet v údolí.